# Лейкгіллс (Техас)
Лейкгіллс (англ. Lakehills) — переписна місцевість (CDP) в США, в окрузі Бандера штату Техас. Населення — 5295 осіб (2020).

## Географія
Лейкгіллс розташований за координатами 29°37′37″ пн. ш. 98°56′33″ зх. д. / 29.62694° пн. ш. 98.94250° зх. д. (29.627063, -98.942615).  За даними Бюро перепису населення США в 2010 році переписна місцевість мала площу 89,11 км², з яких 78,50 км² — суходіл та 10,61 км² — водойми.

## Демографія
Згідно з переписом 2010 року, у переписній місцевості мешкало 5150 осіб у 2155 домогосподарствах у складі 1478 родин. Густота населення становила 58 осіб/км².  Було 3143 помешкання (35/км²).
Расовий склад населення:
| - 93,6 % — білих - 0,7 % — чорних або афроамериканців - 0,5 % — корінних американців - 0,3 % — азіатів - 3,3 % — осіб інших рас |

До двох чи більше рас належало 1,7 %. Частка іспаномовних становила 17,6 % від усіх жителів.
За віковим діапазоном населення розподілялося таким чином: 20,3 % — особи молодші 18 років, 63,4 % — особи у віці 18—64 років, 16,3 % — особи у віці 65 років та старші. Медіана віку мешканця становила 47,1 року. На 100 осіб жіночої статі у переписній місцевості припадало 104,5 чоловіків;  на 100 жінок у віці від 18 років та старших — 102,4 чоловіків також старших 18 років.
Середній дохід на одне домашнє господарство  становив 65 172 долари США (медіана — 54 754), а середній дохід на одну сім'ю — 75 494 долари (медіана — 64 441). Медіана доходів становила 38 382 долари для чоловіків та 42 675 доларів для жінок. За межею бідності перебувало 14,0 % осіб, у тому числі 23,3 % дітей у віці до 18 років та 3,8 % осіб у віці 65 років та старших.
Цивільне працевлаштоване населення становило 2230 осіб. Основні галузі зайнятості: освіта, охорона здоров'я та соціальна допомога — 24,0 %, роздрібна торгівля — 15,7 %, будівництво — 14,2 %.